# Tyler Pope
Tyler Pope (1977) è un musicista statunitense, componente dei gruppi indie rock/dance punk Out Hud, !!! e LCD Soundsystem.

## Biografia
Prima dei !!!, formati nel 1996, è stato nel gruppo di Sacramento Out Hud, poi scioltosi nel 2005.
Ha collaborato con molti artisti, tra i quali i Jon Spencer Blues Explosion, gli Scratch Massive, gli Spank Rock, i The Glimmers, gli Hercules & Love Affair ed i Patha du Prince. Nel 2010, inoltre, ha collaborato alla colonna sonora del film Piranha 3D.

## Discografia

### Con i!!!
- 2000 - !!!
- 2004 - Louden Up Now
- 2007 - Myth Takes
- 2010 - Strange Weather, Isn't It?

### Con gli LCD Soundsystem
- 2005 - LCD Soundsystem
- 2007 - Sound of Silver
- 2010 - This Is Happening

### Con gli Out Hud
- 2002 - S.T.R.E.E.T. D.A.D.
- 2005 - Let Us Never Speak of It Again

### Con i Cake

#### Album in studio
- 1998 - Prolonging the Magic
- 2004 - Pressure Chief

#### Raccolte
- 2007 - B-Sides and Rarities

### Altri album
- 2001 - Undefeated (The Yah Mos)
- 2005 - Friends and Lovers: Songs of Bread (autori vari)
- 2005 - Crunchy, Pt. 1 (Jon Spencer Blues Explosion)
- 2006 - Naked (Scratch Massive)
- 2007 - Fabriclive.33 (Spank Rock)
- 2007 - Eskimo, Vol. 5 (The Glimmers)
- 2008 - Hercules and Love Affair (Hercules & Love Affair)
- 2010 - Black Noise (Pantha du Prince)
- 2010 - Piranha 3D O.S.T.